# Xã đặc quyền Bath, Michigan
Xã Bath (tiếng Anh: Bath Township) là một xã thuộc quận Clinton, tiểu bang Michigan, Hoa Kỳ. Năm 2010, dân số của xã này là 11.598 người.